# Lachy, Marne

Lachy este o comună în partea de nord est a Frantei, departamentul Marne, Franța. În 2009 avea o populație de 323 de locuitori. Lachy e situat in Sézanne, Épernay. Codul INSEE e 51313, si codul postal din Lachy este 51120.